# Olivier Messiaen
Olivier Messiaen (Avinhão, 10 de dezembro de 1908 – Clichy, 27 de abril de 1992) foi um compositor, organista e ornitologista francês.
Autor de vasta produção, que se estende pela música para órgão, piano, de câmara, vocal (com ou sem instrumentos), concertante, sinfónica, coral-sinfónica e uma ópera – Sétimo Quadro do São Francisco de Assis.

## Vida e obra
Olivier Eugène Prosper Charles Messiaen nasceu em Avinhão, França, em uma família literária. A mãe de Messiaen publicou uma sequência de poemas, L'âme bourgeon en ("A Alma de brotamento"), o último capítulo de Tandis que la terre tourne ("À medida que as voltas da Terra"), que trata o nascimento de seu filho. Messiaen disse mais tarde que essa sequência de poemas o influenciou profundamente e citou-o como profético de sua futura carreira artística.
Ele era o mais velho dos dois filhos de Cécile Sauvage, uma poetiza, e Messiaen Pierre, um professor de Inglês, que traduziu as peças de William Shakespeare em francês. Entrou no Conservatório de Paris aos 11 anos, e entre os seus professores contaram-se Paul Dukas, Maurice Emmanuel, Charles-Marie Widor e Marcel Dupré.
Messiaen contribuiu para a música ocidental utilizando escalas pouco comuns na Europa, tal qual a escala de tons inteiros. Também utilizava de sua sinestesia como fonte de inspiração.
Foi designado organista na Igreja da Trinité de Paris em 1931, posto que ocupou até à sua morte. Durante a Batalha de França, Messiaen foi feito prisioneiro de guerra, e enquanto estava aprisionado compôs o Quatuor pour la fin du temps ("Quarteto pelo fim do tempo") para os quatro instrumentos disponíveis: piano, violino, violoncelo e clarinete.  A obra foi estreada por Messiaen e seus amigos prisioneiros perante uma audiência de reclusos e guardas prisionais.  Ao sair da prisão em 1941, Messiaen foi nomeado professor de harmonia, e, em 1966, professor de composição no Conservatório de Paris, até à sua reforma em 1978. Compôs ainda uma sinfonia (Turangalîla-Symphonie) que utiliza o instrumento denominado Ondas Martenot. Em sua obra, de inspiração mística, a linguagem musical caracteriza-se por um ritmo novo e elementos exóticos. Outras obras são As cores da cidade celeste, Vinte olhares sobre o menino Jesus, Cronocromia, Et expectro ressurrection em mortuorum, Cantéyodjayâ.
Entre os seus alunos mais conhecidos estão Pierre Boulez, Yvonne Loriod, Karlheinz Stockhausen, George Benjamin e José Antônio Rezende de Almeida Prado.

## Publicações
- Messiaen, Olivier (1933). Vingt leçons de solfège modernes. Paris: Editions H. Lemoine. OCLC 1080796385
- —— (1936). «Ariane et Barbe-Bleue de Paul Dukas». La Revue musicale (116). pp. 79–86
- —— (31 de março de 1938). «Les sept chorals-poèmes pour les sept paroles du Christ en croix».  es (3). p. 34
- —— (1938). «L'orgue mystique de Tournemire». Syrinx. pp. 26–27
- —— (1939). «Le rythme chez Igor Strawinsky». La Revue musicale (191). pp. 91–92
- —— (1939). Vingt leçons d'harmonie. Paris: Alphonse Leduc. OCLC 843636910
- —— (1944). Technique de mon langage musical. Paris: Alphonse Leduc. OCLC 690654311[2]
- —— (1946). «Preface». Mana: Six pièces pour piano. Por Jolivet, André. Paris: Costallat. OCLC 884442941
- —— (1947). «Maurice Emmanuel: ses "Trente chansons bourguignonnes"». La Revue musicale (206). pp. 107–108
- —— (1958). «Musikalisches Glaubens-bekenntnis'». Melos (25/12). pp. 381–385
- —— (1960). Conférence de Bruxelles. Paris: Alphonse Leduc. OCLC 855187 Essencialmente uma republicação de Messiaen 1958.
- —— (1970). «Preface». La prophétie musicale dans l'histoire de l'humanité précédée d'une étude sur les nombres et les planètes dans leur rapports avec la musique. Por Roustit, Albert. Roanne: Horvath
- —— (1978). Conférence de Notre Dame. Paris: Alphonse Leduc. OCLC 4354577
- —— (1986). Messiaen on Messiaen: The Composer Writes about His Works. Bloomington: Frangipani Press. OCLC 911921727
- —— (1987). Les 22 concertos pour piano de Mozart. Paris: Librairie Séguier. OCLC 928373831
- —— (1988). Conférence de Kyoto. Introduction and Japanese translation by Naoko Tamamura. Paris: Alphonse Leduc. OCLC 22921969
- —— (1991). «Preface». Tandis que la terre tourne. Por ——. Paris: Librairie Séguier. OCLC 463610307
- —— (1994–2002). Traité de rythme, de couleur, et d'ornithologie (7 volumes). Paris: Alphonse Leduc. OCLC 931220676
- ——; Loriod, Yvonne. Analyses des oeuvres pour piano de Maurice Ravel. Paris: Éditions Durand. OCLC 995326437